# Franco Nahuel Pedraza
Franco Nahuel Pedraza (Rosario, Argentina, 21 de marzo de 1996) es un futbolista argentino. Juega de delantero y su equipo es el Club Atlético Unión Casildense que participa en la Liga Casildense en Argentina
Realizó todo su proceso formativo en las divisiones inferiores de Rosario Central. Pese a ver sido un jugador destacado en con los 'canallas' no logró debutar. Para la temporada 2015-16 ficha con Quilmes AC de la Primera División Argentina, solamente iría al banquillo de suplentes en un partido de Copa Argentina ante Club Unión Aconquija.
Entre 2017 y 2020 pasaría por algunos clubes de las Ligas Regiones Argentinas. Para el segundo semestre del 2021 el entrenador Chapulín Cardetti le brinda la oportunidad de tener su primera experiencia internacional al servicio del Bogotá FC de la Categoría Primera B (Colombia), equipo al que llegó junto a sus compatriotas Emanuel Casado y Juan Nash.
Pedraza debutó con el Bogotá FC anotando un doblete ante el Boyacá Chicó

## Clubes

### Inferiores
| Club            | País      | Temporadas  |
| --------------- | --------- | ----------- |
| Rosario Central | Argentina | 2006 - 2015 |

### Profesional
| Club                  | País      | Div.               | Temporadas  |
| --------------------- | --------- | ------------------ | ----------- |
| Quilmes               | Argentina | Primera División   | 2015 - 2016 |
| Atlético Pujato       | Argentina | Liga Casildense    | 2017        |
| Unión de Villa Eloisa | Argentina | Liga Casildense    | 2018        |
| Club San Martín       | Argentina | Liga Departamental | 2019        |
| Cañadense             | Argentina | Liga Santafesina   | 2020        |
| Bogotá Fútbol Club    | Colombia  | Segunda División   | 2021        |
| Villa Mitre           | Argentina | Torneo Federal A   | 2022        |

## Estadísticas
| Club                 | Div.       | Temporada  | Liga  | Liga  | Copa Nacional | Copa Nacional | Copa Internacional | Copa Internacional | Total | Total |
| Club                 | Div.       | Temporada  | Part. | Goles | Part.         | Goles         | Part.              | Goles              | Part. | Goles |
| -------------------- | ---------- | ---------- | ----- | ----- | ------------- | ------------- | ------------------ | ------------------ | ----- | ----- |
| Quilmes AC Argentina | 1.ª        | 2015-16    | 0     | 0     | 0             | 0             | Inexistentes       | Inexistentes       | 0     | 0     |
| Quilmes AC Argentina | Total club | Total club | 0     | 0     | 0             | 0             | 0                  | 0                  | 0     | 0     |
| Bogotá FC · Colombia | 2.ª        | 2021       | 17    | 6     | Inexistentes  | Inexistentes  | Inexistentes       | Inexistentes       | 17    | 6     |
| Bogotá FC · Colombia | Total club | Total club | 17    | 6     | 0             | 0             | 0                  | 0                  | 17    | 6     |